# Keystone Building
Keystone Building je zgrada smještena u središtu Bostona, u američkoj saveznoj državi Massachusetts. Izgrađena je 1971. godine te je visoka 122 m te ima 31 kat. Svojom visinom je 26. najviša zgrada u Bostonu a dizajnirala ju je arhitektonska tvrtka Emery Roth & Sons. Keystone Building je prepoznatljiv po svojim zaobljenim kutovima i fasadnim utorima.